# Colo
Colo – polski mikrosamochód zbudowany na bazie Fiata 126p.

## Historia
Samochód Colo był produkowany od 1997 roku. Początkowo jego wytwarzaniem zajmowało się przedsiębiorstwo Promex. Ostatnim producentem pojazdu była firma Beta Plus Motor Sport z Gliwic. Od 2009 r. nie ma możliwości zakupu nowych pojazdów.
Colo powstał z myślą o młodym kierowcy posługującym się prawem jazdy kategorii B1 lub kartą motorowerową (Colo Cabrio 50). Pojazd ten sprzedawany był w częściach do samodzielnego montażu (kit car) lub jako gotowy produkt.

## Opis
Colo to czteroosobowy kabriolet konstrukcji Bogdana Wozowicza. Nadwozie samochodu wykonane jest z tworzyw sztucznych wzmacnianych tkaninami syntetycznymi. Elementy nadwozia oraz główne podzespoły połączone są za pomocą ramy kratownicowej wykonanej ze stalowych kształtowników. Silnik, układ przeniesienia napędu, zawieszenia przednie i tylne samochodu pochodzi z Fiata 126p.
Do wykonania pojazdu zastosowano 14-calowe felgi aluminiowe, chromowaną końcówkę wydechu, sportową kierownicę, fotele kubełkowe, białe klosze przednich kierunkowskazów.
Samochód za dopłatą można doposażyć w brezentowy dach.

## Modele
- Colo Cabrio 50
- Colo Cabrio 650
- Colo Sport